# Costinha
Costinha (wym. [kɔʃˈtĩɲɐ]; właśc. Francisco José Rodrigues da Costa; ur. 1 grudnia 1974 w Lizbonie) – portugalski piłkarz występujący na pozycji pomocnika.

## Kariera piłkarska

### Klubowa
Reprezentował barwy FC Porto (z którym zdobył Puchar UEFA, wygrał Ligę Mistrzów, Puchar Interkontynentalny i dwukrotnie portugalską Superligę), AS Monaco (zwycięstwo w Ligue 1 w 2000) i Benfiki Lizbona. Potem trafił do Rosji do Dynama Moskwa. W sezonie 2006/2007 grał w Atlético Madryt, a po sezonie odszedł za darmo do Atalanty BC. W lutym 2010 roku, zakończył piłkarską karierę.

### Reprezentacyjna
Z reprezentacją Portugalii wystąpił na Euro 2004, gdzie Portugalczycy zdobyli wicemistrzostwo Europy i na MŚ 2006, gdzie Portugalia zajęła 4. miejsce.

## Kariera trenerska
Po zakończeniu kariery w lutym 2010 roku został dyrektorem sportowym Sportingu. W lutym 2013 został trenerem SC Beira-Mar, natomiast 12 czerwca 2013 roku został przedstawiony jako nowy trener FC Paços de Ferreira. Po zaledwie czterech miesiącach został zwolniony z klubu z powodu słabych wyników. Na kolejną samodzielną pracę musiał czekać prawie 3 lata, gdy w 2016 roku objął zdegradowaną Académice. Po zajęciu szóstego miejsca na koniec sezonu postanowiono jednak zakończyć współpracę, a Costinha objął inny zespół zaplecza portugalskiej Primeira Liga – CD Nacional. Tym razem jego ekipa okazała się najlepsza w rozgrywkach i uzyskała awans do najwyższej kategorii rozgrywkowej w kraju.